# Biathlon 2008

Biathlon 2008 är ett skidskyttedatorspel till PC och Playstation 2, utvecklat av tyska 49 Games och utgivet av Conspiracy Entertainment . Spelet är baserat på Världscupen i skidskytte 2008/2009.